# 都乃河勇人
都乃河 勇人（とのかわ ゆうと）は、日本のゲームシナリオライター、作詞家、ライトノベル作家。ビジュアルアーツ傘下のゲームブランドKeyに所属していた。現在フリー。

## 概要
2007年1月に発売された『智代アフター 〜It's a Wonderful Life〜 CS Edition』で、Keyの新人シナリオライターとしてデビュー。移植による追加シナリオの一部を担当した。同年7月に発売された『リトルバスターズ!』より、本格的にシナリオ制作に参加。同作では、日常イベントのほとんどと小毬ルート、来ヶ谷ルートを担当した他、エンディングテーマの一つである「Alicemagic」の作詞を手掛けた（同曲は、同作の18禁版である『リトルバスターズ! エクスタシー』でも別アレンジ版が用いられている）。同作での活躍を見た企画担当の麻枝准からは「あとはいかに手を抜いたギャグをなくしていくか」「（執筆のたびに段々評価が上がっているという都乃河の話を受けて）つぎは絶対すごい。業界のトップライターに躍り出る」とまで言われている。
その後、2008年9月発売の『リトルバスターズ! エクスタシー』を最後に、それまでKey草創期からシナリオを書き続けた麻枝がゲームシナリオの執筆を休止した（Keyには音楽、QC担当などとして残留）ことにより、2012年3月現在同ブランド所属の専属ゲームシナリオライターは事実上都乃河のみとなっている。
また、2007年11月にリニューアルされたKey公式サイト内におけるスタッフブログでは、2008年7月に突発企画として行われた『第一回マスターアップ記念・大質問大会』にて、回答者としてKeyや都乃河自身などに関する質問に回答し、自身の人物像にまつわる話を数多く披露した。
「春日部勝利」という名で『智代アフター 〜It's a Wonderful Life〜』、『リトルバスターズ! エクスタシー』、『Rewrite』に声優として出演したことがある。
2016年12月、keyを退社していたことが発表された。

## 作風
「自分で人気のあるキャラクターを生み出すより、人気のあるキャラクターを動かしたほうがやりやすい」、「（キャラ作りが）一番の課題」「短編・中編なら得意だが、長編だとダレてしまう」と本人が述べている。

## 担当作品

### ゲームシナリオ
- 智代アフター 〜I's a Wonderful Life〜 CS Edition（移植に伴う加筆修正部分の大半を担当）
- リトルバスターズ!（神北小毬シナリオ・来ヶ谷唯湖シナリオ・日常イベントの大半を担当）
- リトルバスターズ! エクスタシー（笹瀬川佐々美シナリオを担当）
- Rewrite（鳳ちはやシナリオ・中津静流シナリオを担当）
- Rewrite Harvest festa!（鳳ちはやシナリオ・中津静流シナリオを担当）
- トライアンソロジー ～三面鏡の国のアリス～

### ライトノベル
- Farewell,ours ～夏の僕らは瞬きもできない場所へ～（2016年8月30日発売、ファミ通文庫、ISBN 9784047271241）
- ウィークエンドアーマゲドン  (2021年8月25日配信、ストレートエッジ)

### 漫画原作
- 借金ドラゴン   (2024年7月31日〜、ピッコマ)

### 書籍
- 『ゲームシナリオの教科書　ぼくらのゲームの作り方』川上大典、北野不凡、長山豊、ハサマ、平川らいあん、米光一成共著（秀和システム・2018年）

### アニメ
- リトルバスターズ!シリーズ（脚本協力）

### 楽曲
- Alicemagic(作詞/『リトルバスターズ!』、『リトルバスターズ! エクスタシー』)
- 猫と硝子と円い月(作詞/『リトルバスターズ!エクスタシー キャラクターソング〜佐々美〜』)
- Philosophyz(作詞/『Rewrite』)
- 恋文(作詞/『Rewrite』)